# ZNF10
ZNF10‏ (Zinc finger protein 10) هوَ بروتين يُشَفر بواسطة جين ZNF10 في الإنسان.